# Raorchestes luteolus
Raorchestes luteolus é uma espécie de anfíbio da família Rhacophoridae. A espécie foi proposta como "Philautus sp. nov. Tholpetti Forest", sendo formalmente descrita em 2003. A espécie foi recombinada para Pseudophilautus luteolus em 2009 e para Raorchestes luteolus em 2010.
É endémica da Índia, onde pode ser encontrada nos Gates Ocidentais no estado de Karnataka (Jog Falls, Mavingundi, Kudremukh-Malleshwaram, Sakleshpur, Kempholay, Kirundadu, Madenadu, Mercara, e Muthodi). Os seus habitats naturais são: florestas subtropicais ou tropicais húmidas de baixa altitude e regiões subtropicais ou tropicais húmidas de alta altitude.